# Ferrocarril del Llano de Maipo
El Ferrocarril del Llano de Maipo fue un ferrocarril suburbano chileno operado por la sociedad homónima, que permitía comunicar la ciudad de Santiago con el pueblo de Puente Alto y la estación Providencia, ubicada hasta inicios de la década de 1940 en el cabezal norte del actual parque Bustamante.
Durante años permitió conectar además con la red de Ferrocarriles del Estado tanto en la estación Providencia, como también en las estaciones de carga Ñuñoa y Santa Elena, además con el Ferrocarril Militar a El Volcán en la estación Puente Alto.

## Historia

### Construcción
En enero de 1889 Domingo Concha y Toro consiguió una concesión del estado chileno para construir y explotar una vía de trocha métrica o de 1 metro desde lo que es hoy la plaza Italia en Santiago hasta los viñedos de su propiedad ubicados en la localidad de Pirque. Dicha concesión fue transferida al año siguiente a la recién formada Sociedad del FF.CC del Llano de Maipo, quien finalmente lo construyó y puso en servicio por tramos: en octubre de 1891 entró en servicio el tramo entre Providencia y Bellavista. En 1892 los trenes llegaban hasta la estación San Carlos, y al año siguiente quedaron unidos definitivamente Santiago y Puente Alto. En 1895, Francisco Subercaseaux y Emiliana Subercaseaux de Concha adquieren su administración.
Como idea original, este ferrocarril fue concebido para que en un futuro cercano conectara Chile con Argentina, a través del sector del Cajón del Maipo; como avance para este proyecto, en una primera etapa los nuevos dueños planearon extender las líneas hasta San José de Maipo, pero diferentes eventos evitaron que esto ocurriera, concretando solo una prolongación hasta el sector de Barrancas ubicado aproximadamente a más de 1 kilómetro de Puente Alto. Con el mismo motivo, el estado chileno mandó la construcción de la lujosa estación Providencia (también conocida como Pirque por el destino final de la vía), la cual quedó en manos de la "Compañía central de construcciones Haine", diseñada por Emilio Jecquier e inaugurada en 1911. Su estilo arquitectónico fue pensado considerando que esta sería la estación punta que algún día recibiera a los pasajeros provenientes de Argentina.

### Cambios de propietarios y modernización
En 1925 la vía fue electrificada por la empresa alemana Siemens-Schuckert que adquirió el ferrocarril ese mismo año, convirtiéndolo en un servicio interurbano. A fines de 1930, el estado chileno contrató al urbanista Karl Brunner, para que realizara una serie de estudios relacionados con el ferrocarril de circunvalación que incluyó el ferrocarril del Llano de Maipo. Brunner determinó que la ubicación de la línea férrea y la circulación de los trenes, generaban una serie de inconvenientes a los vecinos de la zona, además de una incómoda división entre los sectores al este de dicha vía (Calle General Bustamante) y el centro de la ciudad.
Hacia 1930 los itinerarios y tarifas del ferrocarril eran los siguientes:
| Providencia-Pte. Alto (Horario verano)   | 6:00 - 7:00 - 8:00 - 10:00 - 12:00 - 14:00 - 16:00 - 17:00 - 18:00 - 19:00 - 20:00 - 21:00 |
| Providencia-Pte. Alto (Horario invierno) | 6:15 - 7:15 - 8:15 - 10:15 - 12:15 - 14:15 - 16:15 - 17:15 - 18:15 - 19:15 - 20:20         |

| Servicios diarios del FFCC del Llano de Maipo | Servicios diarios del FFCC del Llano de Maipo                 | Servicios diarios del FFCC del Llano de Maipo | Servicios diarios del FFCC del Llano de Maipo |
| Dirección                                     | Pasaje                                                        | Valor                                         |                                               |
| --------------------------------------------- | ------------------------------------------------------------- | --------------------------------------------- | --------------------------------------------- |
| Santiago-Pte. Alto                            | 1.° Clase                                                     | $2                                            |                                               |
| Santiago-Pte. Alto                            | Se expenden 30 pasajes facultativos sin tiempo limitado en 1° | $48                                           |                                               |
| Santiago-Pte. Alto                            | Se expenden 30 pasajes facultativos sin tiempo limitado en 2° | $11.50                                        |                                               |

En 1935 parte de las acciones del ferrocarril fueron adquiridas por la Compañía Manufacturera de Papeles y Cartones (CMPC) de Puente Alto, la cual dejó fuera de servicio el tramo Puente Alto-Barrancas. En 1941, como resultado de los estudios de Brunner, se decide demoler la estación Providencia y levantar los rieles, trasladando la terminal del ferrocarril de circunvalación a la estación Ñuñoa (la cual también fue demolida en su ubicación original, siendo traslada a calle San Eugenio). Al Ferrocarril del Llano de Maipo se le permitió llegar hasta unos metros más al sur de la antigua estación Providencia, pero ahora como tranvía.

### Decadencia y cierre
El 17 de noviembre de 1958 se firmó una transacción entre el ferrocarril y la Municipalidad de Santiago para acordar el levante de la vía férrea en el sector del Parque Bustamante; el 8 de enero de 1959 el gobierno autorizó dicho retiro de las vías en el sector entre la Plaza Baquedano y la avenida Grecia, quedando en manos de la municipalidad la pavimentación de la avenida San Eugenio entre las estaciones Ñuñoa y Maule. No obstante lo anterior, hacia septiembre de 1959 el retiro de las vías aun no se efectuaba.
Debido al surgimiento de diversas líneas de microbuses que circulaban entre Santiago y Puente Alto, el transporte de pasajeros a través del Ferrocarril de Llano de Maipo se vio mermado a inicios de los años 1960; a partir del 1 de junio de 1961 poseía solo tres salidas diarias en ambos sentidos (desde Santiago a las 17:00, 18:00 y 19:00, y desde Puente Alto a las 6:00, 7:00 y 18:00). El 21 de agosto del mismo año fueron suspendidos los servicios de pasajeros los días domingo y festivos, y a partir del 15 de octubre se fijó solo una salida diaria en cada horario (desde Puente Alto a las 7:00 y desde Santiago a las 19:00).
En 1962 los servicios de pasajeros en el ferrocarril continuaron disminuyendo: desde el 5 de marzo se suprimieron algunos servicios diarios, quedando solamente las salidas desde Puente Alto a las 7:00 los días martes, miércoles y jueves, y las salidas desde Santiago a las 19:00 los lunes, martes y miércoles. Poco más de un mes después, el 11 de abril de 1962 se fijó solo una salida semanal en cada sentido: desde Santiago los días miércoles a las 19:00, y desde Puente Alto los jueves a las 7:00. Finalmente, el 19 de mayo de 1962 fueron suspendidos todos los servicios de pasajeros y a la vez se autorizó el levante del tramo entre la estación Ñuñoa y la estación Maule —ubicada en la intersección de la calle homónima con San Eugenio—.
El 15 de noviembre de 1962 la concesión del ferrocarril fue caducada, y el 24 de diciembre del mismo año la sociedad «Ferrocarril del Llano de Maipo» fue disuelta por la CMPC, propietaria de todas sus acciones; poco tiempo después la totalidad del trazado fue desmantelado. Solo un corto tramo fue repuesto desde la estación Ñuñoa a la fábrica Lucchetti de trocha 1676 mm el cual fue utilizado esporádicamente hasta 1994, cuando fue retirado para la construcción de la Línea 5 del Metro de Santiago.

## Material rodante
El servicio fue cubierto con vagones de 1° y 2° clase hasta la estación Providencia en la comuna homónima, además de varios tipos de vagones de carga. Inicialmente se utilizaron locomotoras a vapor en su mayoría fabricadas por la estadounidense "Baldwin Locomotive Works", y luego de la electrificación del trazado, por máquinas eléctricas Siemens-Schucker.
Algunas de las locomotoras a vapor Baldwin utilizadas fueron:
- "Pirque" n°1: Fabricada en 1890, fue importada a través de la casa Hemenway & Browne, más conocida posteriormente como Wessel, Duval y Cía. De acuerdo a los catálogos de Baldwin era una 6-14 C, es decir de disposición 2-4-0 en notación de White. De trocha angosta 3 pies 3 3/8 de pulgada, tenía cilindros de 10 por 16 pulgadas, ruedas motrices de 37 pulgadas de diámetro, y tender de 4 ruedas. Pesaba unas 32.000 libras. Su cabina era de pino pintado verde oliva con detalles color oro.
- "Llano de Maipo" n° 2: Fabricada en 1891 fue importada también por Hemenway & Browne. Era una máquina 8-18 D o 2-6-0 en notación White, de trocha 3 pies 3 3/8 de pulgada, cilindros de 12 por 18 pulgadas, ruedas motrices de 39 pulgadas de diámetro, y tender de 8 ruedas. Pesaba 40.000 libras y desarrollaba unos 20 km/h Originalmente su cabina era de fresno con ventanas de vidrio y estuvo pintada verde oliva con detalles color oro.
- "Melchor Concha y Toro": Con especificaciones similares a la n.º 2 fue fabricada en 1900. Fue importada directamente por la compañía Llano de Maipo.
- "Ramón Subercaseaux" n° 4: Similar a las anteriores, fue fabricada en 1904.
- "Magdalena Vicuña" n° 5: Similar a las anteriores, fue fabricada en 1911.
- N° 6: Similar a las anteriores y fabricada en 1913.

## Estaciones y paraderos

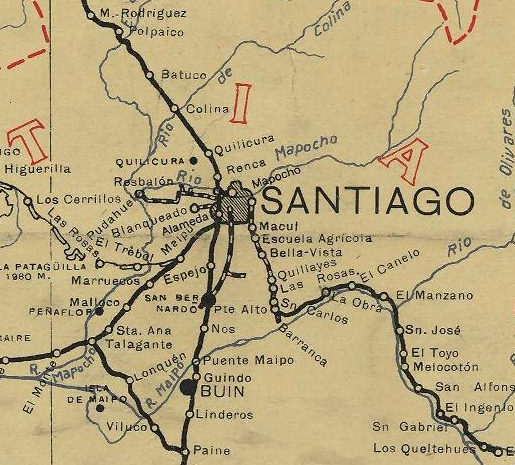
Mapa de ferrocarriles en las cercanías de Santiago (1929). Al sureste de Santiago aparecen las estaciones del Ferrocarril del Llano de Maipo.

Durante años este ferrocarril sirvió de combinación al Ferrocarril Militar de Puente Alto al Volcán, transportando la carga proveniente del Cajón del Maipo y la mina El Volcán hasta la combinación en la estación Providencia y mucho después la estación Ñuñoa con el Ferrocarril de Circunvalación.
El punto de unión del Ferrocarril del Llano de Maipo con el Ferrocarril de Puente Alto al Volcán se hacía dentro de los patios de la estación Puente Alto. Esta estación se ubicaba entre las calles Concha y Toro y Balmaceda y entre José Luis Coo y Gandarillas por el norte. El único tramo donde corrían las dos vías juntas fue entre la estación Puente Alto y la avenida Eyzaguirre.
| Estación         | Punto kilométrico | Notas |
| ---------------- | ----------------- | --- |
| Providencia      | 0                 | Estación compartida con el Ferrocarril de Circunvalación; también conocida como Estación de Pirque. Punta de rieles de la línea hasta 1959. |
| Ñuñoa            | 2,5               | Estación compartida con el Ferrocarril de Circunvalación. Punta de rieles de la línea entre 1959 y 1962.                                    |
| Maule            | 3,5               | Punta de rieles de la línea entre mayo y noviembre de 1962.                                                                                 |
| Macul            | 4,3               | Paradero. |
| Escuela Agrícola | 6,2               | Paradero. |
| J.E. Concha      | -                 | Paradero. |
| Santa Marta      | -                 | Paradero. |
| Mirador Azul     | -                 | Paradero. |
| Bellavista       | 10,2              | Estación. |
| Betulia          | -                 | Paradero. |
| Santa Julia      | -                 | Paradero. |
| San Luis         | -                 | Paradero. |
| Santa Amalia     | -                 | Paradero. |
| Trinidad         | -                 | Paradero. |
| La Cruz          | -                 | Paradero. Fue suprimido el 30 de julio de 1938.                                                                                             |
| La Estrella      | 13,87             | Paradero. También conocido como «San José de la Estrella», fue suprimido el 30 de julio de 1938.                                            |
| San Jorge        | -                 | Paradero. |
| Quillayes        | 14,77             | Paradero. |
| Las Rosas        | 16,6              | Paradero. |
| Monserrat        | -                 | Paradero. |
| San Carlos       | 18,91             | Paradero. |
| Tocornal         | -                 | Paradero. |
| Puente Alto      | 20,04             | Estación de combinación con el Ferrocarril al Volcán.                                                                                       |
| Barrancas        | 21,7              | Punta de rieles. |

De acuerdo con el reglamento interno del ferrocarril de 1938, se establece que aquellos trenes que no tienen combinación directa con los trenes del Ferrocarril de Puente Alto al Volcán (es decir aquellos trenes cuyos horarios de llegada a Puente Alto estuviesen sincronizados con los de salida de este último al Cajón del Maipo), se detendrían en todas las paradas entre estación Providencia y Barrancas; en tanto aquellos trenes que sí permitían combinar directamente, solo se detendrían Ñuñoa, Bellavista, Quillayes, Las Rosas, San Carlos y Puente Alto, tanto en sus viajes de ida como de vuelta.
Enrique Espinoza describe una estación denominada «Departamento» en el kilómetro 8, cercano al actual cruce de la avenida Vicuña Mackenna con Departamental.